# Hazlerigg
Hazlerigg is een civil parish in het bestuurlijke gebied Newcastle-upon-Tyne, in het Engelse graafschap Tyne and Wear met 980 inwoners.